# 长柱石莲
长柱石莲（学名：Sinocrassula longistyla）为景天科石莲属下的一个种。

## 扩展阅读
- 維基物種上的相關：长柱石莲